# Rejon postawski
Rejon postawski (biał. Пастаўскі раён, Pastauski rajon) – rejon w północnej Białorusi, w obwodzie witebskim. Leży na terenie dawnego powiatu dziśnieńskiego.

## Geografia
Rejon postawski ma powierzchnię 2096,44 km². Lasy zajmują powierzchnię 737,12 km², bagna 79,18 km², obiekty wodne 65,22 km².

## Podział administracyjny
Rejon składa się z 10 sielsowietów:
- Duniłowicze - sielsowiet Duniłowicze
- Jerzewo - sielsowiet Jerzewo
- Juńki - sielsowiet Juńki
- Komaje - sielsowiet Komaje
- Kozłowszczyzna - sielsowiet Kozłowszczyzna
- Kuropole - sielsowiet Kuropole
- Łyntupy - sielsowiet Łyntupy
- Nowosiółki - sielsowiet Nowosiółki
- Wołki - sielsowiet Wołki
- Woropajewo - sielsowiet Woropajewo